# Brian Hoyer
Brian Axel Hoyer (* 13. Oktober 1985 in North Olmsted, Ohio) ist ein US-amerikanischer American-Football-Spieler auf der Position des Quarterbacks. Er stand zuletzt bei den Las Vegas Raiders in der National Football League (NFL) unter Vertrag.

## Frühe Jahre
Hoyer besuchte die Saint Ignatius High School in Cleveland. Danach spielte er College Football für die Michigan State University und wurde nach der NFL Draft 2009 von den  New England Patriots verpflichtet.

## NFL
Sein Regular-Season-Debüt machte Hoyer bei einem 59:0-Sieg der Patriots gegen die Tennessee Titans in Woche sechs der Saison 2009. Er erzielte einen Lauftouchdown und ein Quarterback Rating von 86,4. Zur Saison 2012 wechselte er zu den Pittsburgh Steelers, wurde aber auch hier wie bei den Patriots nur als Ersatz-Quarterback eingesetzt. Von den Steelers wurde er Anfang Dezember wieder entlassen und direkt von den Arizona Cardinals verpflichtet.
Am 2. Mai 2013 unterschrieb er einen Zweijahresvertrag bei seinem Heimatclub, den Cleveland Browns. Bei den Browns startete er 2013 vielversprechend, bis er durch einen Kreuzbandriss gestoppt wurde, und 2014 etablierte er sich als Starting Quarterback. Gegen die Carolina Panthers unterlief ihm ein kurioser Spielzug, als er von der eigenen 19-Yards-Linie eine Interception warf, aber der abgefangene Ball an der 29-Yards-Linie von den Panthers zurückgefumblet wurde. Dieser doppelte Ballverlust brachte 10 Yards Raumgewinn und ein neues erstes Down.
2015 wechselte er zu den Houston Texans. Dort setzte er sich zunächst in der Saisonvorbereitung, im Kampf um den Posten des Starting-Quarterbacks, gegen Ryan Mallett durch. Allerdings wurde er im letzten Viertel des ersten Saisonspiels für Mallett ausgewechselt und hatte auch in den nächsten Spielen das Nachsehen. Am fünften Spieltag verletzte sich Mallett, und Hoyer übernahm für den Rest der Saison und führte die Texans zum ersten Mal nach 2012 wieder in die Play-offs. Dort warf er im AFC Wildcard Game gegen die Kansas City Chiefs vier Interceptions und war somit maßgeblich an der 0:30-Niederlage beteiligt. Am 17. April 2016 wurde er von den Texans entlassen, nachdem zuvor Brock Osweiler von den Denver Broncos verpflichtet worden war.
Am 30. April 2016 unterschrieb er einen Einjahresvertrag bei den Chicago Bears.
Im März 2017 unterschrieb er einen Zweijahresvertrag bei den San Francisco 49ers. Nachdem die 49ers die ersten acht Spiele der Regular Season allesamt verloren hatten, wurde Hoyer am 30. Oktober 2017 zugunsten einer Verpflichtung von Jimmy Garoppolo freigestellt. Am 1. November 2017 unterschrieb er einen Dreijahresvertrag bei den New England Patriots.
Am 31. August wurde er von den New England Patriots entlassen und durch den Rookie Jarrett Stidham als Ersatz-Quarterback abgelöst. Anschließend unterzeichnete er am 2. September einen dreijährigen Vertrag bei den Indianapolis Colts. Dort kam er als Backup von Jacoby Brissett in vier Spielen zum Einsatz, in Woche 10 lief er als Starter auf. Nach Saisonende wurde er entlassen, nachdem die Colts Philip Rivers verpflichtet hatten. Daraufhin holten die Patriots Hoyer nach dem Abgang von Tom Brady nach Tampa Bay wieder zurück. Im März 2023 wurde Hoyer erneut von den Patriots entlassen.
Am 4. April 2023 nahmen die Las Vegas Raiders Hoyer unter Vertrag. Er kam in drei Spielen zum Einsatz, davon einmal als Starter, dabei erzielte er 231 Yards Raumgewinn und warf zwei Interceptions. Nach der Saison wurde Hoyer im März 2024 entlassen.